# St. Bonifatius (Mönchengladbach)

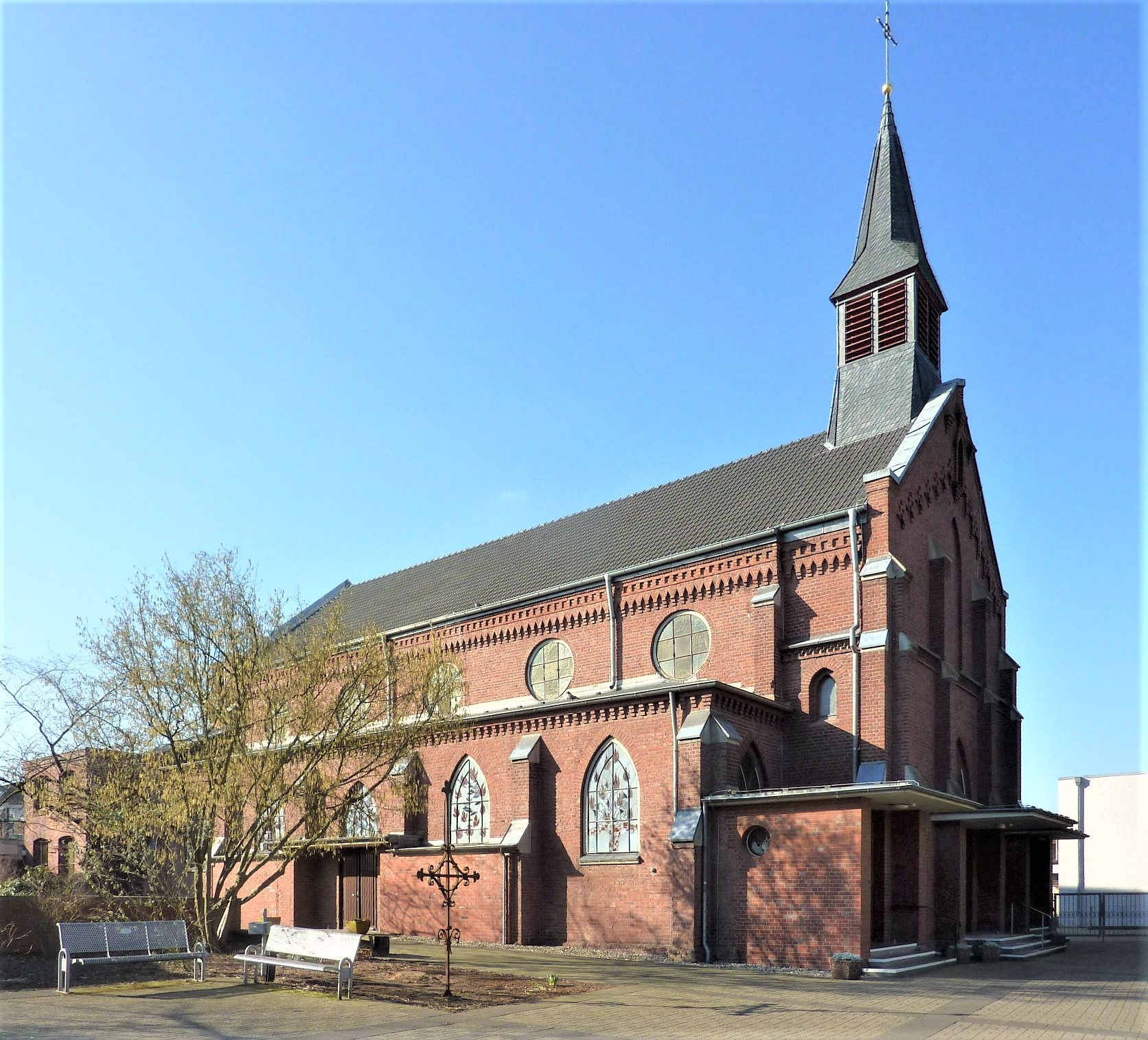
St. Bonifatius (2018)

Die katholische Filialkirche St. Bonifatius steht im Stadtteil Hardterbroich-Pesch von Mönchengladbach (Nordrhein-Westfalen), Hardterbroicher Straße 62.
Die Kirche wurde 1905/06 erbaut. Sie ist seit dem 4. November 1993 unter Nr. H 077 in der Denkmalliste der Stadt Mönchengladbach verzeichnet.

## Lage
Das Objekt liegt an der den Ortsteil Hermges mit dem Bungtwald verbindenden Hardterbroicher Straße. Die Gebäude Nr. 58 Jugendheim mit Pfarrsaal, Nr. 60 Kaplanei und Küsterwohnung, Nr. 62 Pfarrkirche und Nr. 64 Pastorat bilden eine bauliche Einheit.

## Architektur
Bei der Filialkirche handelt es sich um einen giebelständigen, dreischiffigen Backsteinbau in neugotischen Architekturformen. Gegliedert wird die Fassade durch schmale Pfeiler, Spitz- und Rundbogenfenster sowie differenziert ausgebildete Gesimsfriese. Die Nordseite wird durch einen groß dimensionierten Dachreiter betont. Seitlich angebaut ist je eine Kapelle. Der mittelachsig angeordnete Haupteingang wird durch zwei nachträglich angefügte Zugänge in die Seitenschiffe betont.

## Ausstattung

### Orgel
Die Orgel wurde 1979 von der Orgelbaufirma Romanus Seifert & Sohn aus Kevelaer gebaut. Das Schleifladeninstrument verfügt über 16 Register verteilt auf zwei Manualwerke und Pedalwerk. Spiel- und Registertraktur sind mechanisch.
| I Hauptwerk C–g3 |              |       |
| 1.               | Principal    | 8′    |
| 2.               | Spitzgedackt | 8′    |
| 3.               | Octave       | 4′    |
| 4.               | Waldflöte    | 2′    |
| 5.               | Mixtur IV    | 1 ⁄3′ |
| 6.               | Trompete     | 8′    |

| II Schwellwerk C–g3 |                |            |
| 7.                  | Metallgedackt  | 8′         |
| 8.                  | Rohrflöte      | 4′         |
| 9.                  | Superoctave    | 2′         |
| 10.                 | Sesquialter II |            |
| 11.                 | Larigot        | 1 ⁄3′ + 1′ |
| 12.                 | Rohrschalmei   | 8′         |

| Pedal C–f1 |           |     |
| 13.        | Subbaß    | 16′ |
| 14.        | Flautbaß  | 8′  |
| 15.        | Choralbaß | 4′  |
| 16.        | Fagott    | 16′ |

- Koppeln: II/I, I/P, II/P

### Glocken
Im Turm hängen zwei Kirchenglocken aus Bronze, die 1925 von der Glockengießerei Gebrüder Ulrich in Apolda gegossen wurden.
- Glocke 1 wiegt 110 kg bei einem Durchmesser von 730 mm und klingt mit dem Schlagton d″.
- Glocke 2 wiegt 75 kg bei einem Durchmesser von 570 mm und klingt mit dem Schlagton f″.